# طراحان چگونه می‌اندیشند
طراحان چگونه می‌اندیشند: ابهام‌زدایی از فرایند طراحی کتابی از برایان لاوسن با ترجمهٔ حمید ندیمی است که در سال ۱۳۸۴ منتشر و در مراسم کتاب سال جمهوری اسلامی ایران به‌عنوان کتاب برگزیده معرفی شد.